# Akcept
Akcept (łac. acceptus – przyjęty) – w potocznym języku prawniczym oznacza przyjęcie przekazu. Jest to jednostronna czynność prawna związana ze stosunkiem przekazu będąca oświadczeniem woli dłużnika złożonym w dowolnej formie, którego skutkiem jest przyjęcie do spełnienia świadczenia (głównie pieniężnego).
W literaturze postuluje się, aby w praktyce akcept zaznaczać w dokumentach przekazu, stąd też w konkretnych sytuacjach akcept może oznaczać taką właśnie adnotację.
Akcept może również być synonimem zgody na wystąpienie określonego skutku prawnego w ramach stosunków cywilnoprawnych. Rozumiany jest także jako adnotacja z podpisem lub sam podpis na dokumencie rozliczeniowym stwierdzające przyjęcie (akceptację) wynikającej z niego wierzytelności pieniężnej do zapłaty.